# Rivière Serpent (rivière Mégiscane)
Pour les articles homonymes, voir Serpent (homonymie).
La rivière Serpent est un affluent de la rivière Mégiscane, coulant dans le territoire de la ville de Senneterre, dans la municipalité régionale de comté (MRC) de La Vallée-de-l'Or, dans la région administrative de l’Abitibi-Témiscamingue, au Québec, au Canada.
La rivière Serpent coule entièrement en zone forestière, à l'ouest du réservoir Gouin. La foresterie constitue la principale activité économique de ce bassin versant ; les activités récréotouristiques, en second. La surface de la rivière est habituellement gelée de la mi-décembre à la mi-avril.
Le côté sud de la zone de tête de la rivière Serpent est desservi par le chemin de fer du Canadien National et par une route forestière venant de l'ouest en longeant le nord du chemin de fer, puis en longeant la rive sud de la partie supérieure de la rivière Serpent.

## Géographie

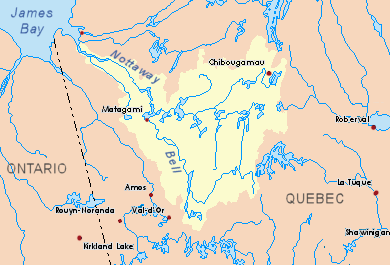
Bassin hydrographique de la rivière Nottaway.

La rivière Serpent prend sa source à l’embouchure du plan d’eau (altitude : 406 m) comportant deux parties contiguës : la partie sud, le lac Serpent, et la partie nord, les lacs Mitikoganik.
Les lacs Mitikoganik s’alimentent surtout de ruisseaux environnants : décharge du lac Bédard (venant de l'ouest), décharge (venant de l'ouest) d’un ensemble de lacs en zone marécageuse, décharge d’un ensemble de lacs (venant du nord-est) en zone de montagnes. Le lac Serpent s’alimente par le détroit le reliant aux lacs Mitikoganik et par la décharge (venant du sud-ouest) des lacs Longpré et Racine.
Autour de ce plan d’eau, le plus haut sommet de montagne atteint 486 m à l'ouest des lacs Mitikoganik et 490 m à l’est. Ce plan d’eau épouse la forme d’un tuba dont le souffleur regarde vers l’est. Fait sur la longueur, les lacs Mitikoganik comportent de nombreuses îles et presqu’îles dans sa partie sud.
Ce plan d’eau de tête est situé au :
- Nord-Ouest de la ligne de partage des eaux avec le sous-bassin versant de la zone de tête de la rivière Trévet laquelle coule vers le nord-est pour aller se déverser sur la rive ouest de la rivière Kekek lequel coule vers le nord jusqu’à la rivière Mégiscane ;
- à l'est de la ligne de partage des eaux avec le sous-bassin versant de la zone de tête de la rivière Attic, laquelle coule généralement vers le sud-ouest pour aller se déverser sur la rive est de la rivière Mégiscane.

L’embouchure du lac Serpent est situé à la limite des cantons de Valmy et de Trévet au nord du chemin de fer du Canadien National, à l'est du centre-ville de Senneterre  et au nord-est de la confluence de la rivière Serpent avec la rivière Mégiscane.
Les principaux bassins versants voisins de la rivière Serpent sont :
- côté nord : lac Mégiscane, lac Canusio, rivière Mégiscane ;
- côté est : rivière Mégiscane, rivière Kekek ;
- côté sud : rivière Trévet, rivière Kekek ;
- côté ouest : rivière Attic, rivière Berthelot, rivière Whitegoose, rivière Mégiscane.

partir de l’embouchure du lac Serpent, la rivière Serpent coule sur environ 56 km selon les segments suivants :
- vers le nord-est, en traversant le lac Corbeau (altitude : 399 m) et continuant jusqu’à la décharge d’un ensemble de lacs venant du nord ;
- vers le nord-est en serpentant, jusqu’à la décharge d’un ensemble de lacs venant du nord-est ;
- vers le nord en serpentant grandement en zone de marais, jusqu’à un coude de la rivière ;
- vers le nord-ouest, puis en faisant un crochet vers le sud-ouest, jusqu’à la confluence de la rivière[2].

La rivière Serpent se décharge sur la rive sud-est de la baie Noiseux du lac Canusio lequel est traversé vers l'ouest par la rivière Mégiscane laquelle coule généralement vers l'ouest en formant de grands zigzags, jusqu’à la rive est du lac Parent. Ce dernier lac est traversé vers le nord par la rivière Louvicourt dont le courant va se déverser sur la rive sud du lac Tiblemont.
Cette confluence de la rivière Serpent avec la rivière Mégiscane est située au nord-est de la confluence de la rivière Mégiscane au nord-est du centre-ville de Senneterre et au nord de l’ex-gare Rouleau-Siding du chemin de fer du Canadien National.

## Toponymie
Le terme Serpent se réfère à l’étroitesse du lac, surtout la partie du Nord.
Le toponyme rivière Serpent a été officialisé le 5 décembre 1968 à la Commission de toponymie du Québec.